# Kesambe Lama
Kesambe Lama is een bestuurslaag in het regentschap Rejang Lebong van de provincie Bengkulu, Indonesië. Kesambe Lama telt 1295 inwoners (volkstelling 2010).